# أدريانو بيمنتا
أدريانو بيمنتا (بالبرتغالية: Adriano Pimenta‏) (14 نوفمبر 1982 في غويانيا في البرازيل – )؛ هو لاعب كرة قدم سابق كان يلعب كلاعب وسط.

## وصلات خارجية
- أدريانو بيمنتا على موقع الاتحاد الدولي (مؤرشف)  (الإنجليزية)
- أدريانو بيمنتا على موقع رابطة كرة القدم اليابانية للمحترفين (اليابانية)
- أدريانو بيمنتا على موقع قاعدة بيانات كرة القدم.إي يو (الإنجليزية)
- أدريانو بيمنتا على موقع Soccerway.com (الإنجليزية)
- أدريانو بيمنتا على موقع عالم كرة القدم.نت (الإنجليزية)